# 3943 Silbermann
3943 Silbermann è un asteroide della fascia principale. Scoperto nel 1981, presenta un'orbita caratterizzata da un semiasse maggiore pari a 2,2728990 UA e da un'eccentricità di 0,1901634, inclinata di 6,47545° rispetto all'eclittica.